# ハエカビ目
ハエカビ目 (Entomophthorales) は、接合菌に含まれる分類群のひとつである。寄生菌が多く、菌糸が発達しないこと、独特の射出胞子をもつことが特徴である。

## 概説
ハエカビ目は、6科22属、200種近い種を含み、接合菌綱では最大の（かもしれない）群である。その大部分は寄生菌で、多くは昆虫の病原体である。他に藻類やシダ類の前葉体に寄生するもの、線虫などの無脊椎動物に寄生するものがあり、ごく一部の群が自由生活である。また、人間を含む脊椎動物の病原体となる場合がある種も含まれる。ただし、これに含まれる群が単系統であるかどうかには議論があり、一部の群を独立させるなどの説が浮上している。
最もよく知られているのはハエカビ (Entomophthora) であり、代表的な種である E. muscae は普通なハエ類に寄生し、殺してしまう。死んだハエが壁などに張り付いていて、その周辺に白い粉が散っていれば、多分これで、回りの粉は射出された胞子である。他にも昆虫の病原菌となるものがあり、天敵防除の観点から注目されているものがある。

## 特徴

### 菌糸体
菌糸体はあまり発達しない。多くは短い菌糸の破片のような姿までしか成長しない。それぞれの部分は単核または多核体であり、これを分節菌糸体 (hyphal body) という。寄生性の種では、菌体は細胞壁を欠く姿を取るものがあり、あるいは酵母状の姿で宿主体内に充満して宿主を殺し、それから胞子形成を行う。その際、一部が宿主の体表に出ても、その体外に伸び出すことはなく、せいぜい胞子形成の行われる柄が伸び出す程度である。

## 寄生性

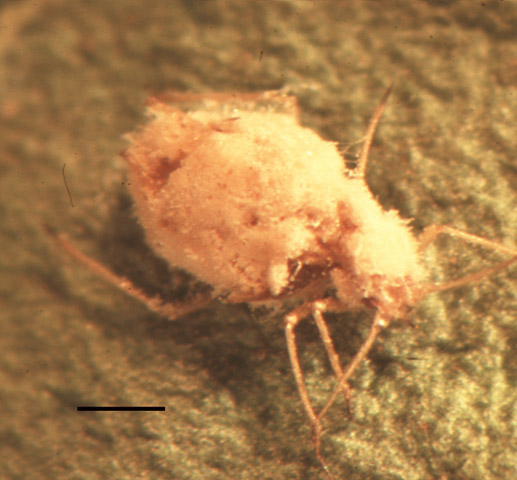
モモアカアブラムシ (Myzus persicae) に寄生する Pandora neoaphidis

自由生活のものもあるが、多くは寄生性であり、さまざまな生物に内部寄生する。いずれもその内部に菌体が増殖する型であり、細胞内寄生のものもあるが、細胞外に菌糸体があって特化した吸器を細胞内に送り込む型のものは存在しない。宿主の範囲はある程度は広いものもあるが、強い種特異性を示すものもある。この類の菌を用いた害虫防除が試みられた例もある。

### 胞子
無性胞子は菌糸の先端に生じる。先端部がやや膨らみ、その基部に隔壁が生じることで胞子が分断される。その後、胞子が成熟すると、この隔壁の間で切り離され、胞子は強く打ち出される、いわゆる射出胞子である。これは胞子内部の静水力学的な圧力に関係すると言われている。この類の胞子は、往々にして胞子のままでそこから短い柄を出してその先端に二次的な胞子を作る。さらに二次胞子から三次胞子が形成される場合もある。これらの胞子は一次胞子そっくりで、それより一回り小さくなるものもあるが、ことなる形を取る例もある。一部では昆虫など宿主の表皮に付着する仕組みを備えた胞子が形成される。寄生菌の場合、胞子が宿主の体表につくと、発芽してその内部に侵入する。
このように射出胞子が繰り返し形成、射出されるのを出川は「ピョンピョン跳びはねて宿主を追う」と表現している。
この胞子は、真の分生子と考えられている。接合菌綱には分生子のような胞子をつけるものはいくつもあるが、ケカビ目やキクセラ目などのそれらは単胞子の小胞子嚢か分節胞子嚢、いずれにせよ胞子嚢に由来するものであると考えられた。そのような観点から、ハエカビ類の胞子についても検討されたが、現在では真の分生子と判断され、これは接合菌中では例外的である。
有性胞子は接合胞子嚢内に単一の接合胞子を作る。これは菌糸体の接合の後、その間か、その側面に出芽するようにして形成される。接合する菌糸は普通の菌糸とはとりたてて違いがなく、明瞭な配偶子嚢は見られない。接合胞子嚢はほぼ球形で、表面は滑らか。この胞子は耐久胞子として機能するものと見られる。また、休眠胞子を形成するものでは、それが接合胞子ではないかと考えられるが、確認がとれていないものも多い。一部は無性的に形成されると見られ、それを偽接合胞子嚢と見る向きもある。
たとえばハエカビでは昆虫の体内に菌体が充満すると、菌体は分節菌糸体となり、体表面からは分生子を形成、体内では耐久胞子を形成する。

## 核
1980年代ころの研究から、この類の分類において、細胞核の性質が重視されるようになった。ハエカビ科では、核は大きめ (5-12μm) で、間期にも染色体がはっきりしており、また明瞭な核小体がない。また、体細胞分裂の間も核膜が消えず、閉じたままである。Completoriaceaeでは核は大きくて染色体がはっきり見え、ほぼハエカビ科のものに似ている。バシジオボルス科では、核は大きいが、明瞭な核小体をもち、染色体は見えない点で他の科のものとは異なる。また核膜は分裂時に消失する。AncylistaceaeとMeristacraceae、Neozygitaceaeの核は小さく (3-5μm)、はっきりした核小体があり、染色体は間期には見えない。Neozygitaceaeではさらに体細胞分裂時に核膜が消えず、その内部に大きな紡錘体が生じるのが確認されている。

## 培養
寄生菌ではハエカビは血清など動物性の成分を含む培地や組織培養のための培地で培養可能であることが知られている。腐生のバシジオボルスなどは通常の培地でよく成長する。

## 系統関係
接合胞子嚢を形成することから、古くから接合菌として扱われた。また、同じく寄生性の強いトリモチカビ目のものも当初はここに含めた。しかし無性胞子が分生子であり、射出胞子であることや分節菌糸体を作ることなど形態的には他の群と異なった点が多い。したがって他の群との関連は明らかではない。遺伝子情報からは、ケカビ目やディマルガリス目などと同一の系統であることを示唆する結果が得られている。また、バシジオボルスがツボカビ類と同一の系統に属するとの情報もあり、接合菌類全体の系統を考える上で注目される。ただしこの群はこの目から独立させる考えもある。
なお、21世紀に入り、接合菌門は解体される方向であるが、この類については、独立したハエカビ亜門とすることが提案されている。

## 分類
分類体系に諸説あるが、経過的には科を細分する方向に進みつつあり、以下の6科に纏める。なお、バシジオボルス類は独立目 (Basidiobolales) とすべきとの説もある。
Entomophthoraceae ハエカビ科
昆虫などに寄生。栄養菌糸体から分節菌糸体を作る。射出性の分生子を出すほか、射出しない胞子も作る種がある。
- Entomophthora ハエカビ
- Massospora ジュウシチネンゼミカビ
- Strongwellsea
- Batkoa
- Erynia
- Eryniopsis
- Furia
- Pandora
- Tarichium
- Zoophthora

Basidiobolaceae バシジオボルス科
自由生活で、動物の糞などの上に生活する。短い菌体から射出性の分生子を出す。
- Basidiobolus バシジオボルス

Completoriaceae
シダ植物の前葉体に細胞内寄生。なぜか温室内からしか発見されていない。菌体は細胞壁を欠く。射出性胞子と耐久胞子が観察されているが、後者の形成過程は不明。
- Completoria

Ancylistaceae
ハエカビ科のものに似るが、細胞壁を欠く相を持たない。また間期において核小体の明らかな小さな核を持つ。寄生菌と腐生菌を含む。
- Ancylister
- Conidiobolus
- Macrobiotophthora

Neozygitaceae
昆虫、特にアブラムシとダニに寄生。胞子形成部が分割される。すべての胞子は有色。
- Neozygites
- Thaxerosporium

Meristacraceae
土壌中の微小動物（線虫など）に寄生。胞子は胞子の柄に沿って多数出る。
- Meristacrum
- Ballocephala
- Zygnemomyces

## 利害
昆虫の病原体としてふるまうものは、害虫や益虫の天敵である。このため、害虫の防除にこれを用いることが試みられた例もあるが、うまくいったものはない。また、コニディオボルスなどがまれに哺乳類に寄生することが知られる。